# أوجين شاربنتييه
أوجين شاربنتييه (بالفرنسية: Eugène Charpentier)‏ هو رسام فرنسي، ولد في 1811 في former 8th arrondissement of Paris ‏ في فرنسا، وتوفي في 1890 في باريس في فرنسا.